# Forte Richelieu
Il Forte Richelieu (415 s.l.m.) è un forte posto sulla collina dei Camaldoli, spartiacque tra la valle di Quezzi e quella del torrente Sturla; con il Forte Monteratti a nord, il Forte Quezzi a ponente e i forti di Santa Tecla, San Martino e San Giuliano a sud-ovest, formava un efficace settore difensivo a protezione del nord-est della città di Genova.

## Storia
Genova, che a metà del XVIII secolo era minacciata dagli austro-piemontesi belligeranti con Francia e Spagna e interessati agli sbocchi liguri sul mare, aderì al Trattato di Aranjuez con Francia, Spagna e Regno di Napoli.
Il sito dove sorge il forte, un tempo chiamato "Menegu", fu preso in considerazione dalla Giunta della Guerra nel 1747 e affidato all'ingegnere dell'esercito di Spagna Jacque de Sicre.
Il 16 novembre dello stesso anno i lavori iniziarono, e per decreto il ridotto fu intitolato al Maresciallo Armand du Plessis de Richelieu e assunse il nome di "Forte Richelieu".
Il sito, che rivelò la sua importanza strategica durante l'assedio austriaco del 1747, fu quindi dotato di una fortificazione bastionata a pianta rettangolare in cui collocare delle artiglierie.
I disegni originali prevedevano una muratura a "coda di rondine" sul retro, e due imponenti bastioni sul fronte d'ingresso.
L'opera nonostante le successive modifiche mantiene ancora oggi queste caratteristiche.
Nel 1799 dei lavori videro l'aumento in altezza del recinto bastionato, fino a 6 metri circa, e la costruzione all'interno di due piccoli fabbricati con tetto in legno, uno collocato al centro della Piazza d'armi utilizzato come alloggio della guarnigione; e l'altro collocato nel bastione di ponente, utilizzato come polveriera.
Nel 1809, in pieno dominio francese, il complesso subì l'ampliamento del perimetro in larghezza, con la ricostruzione delle cortine laterali, il rialzo di tutta la cinta bastionata e l'ampliamento del bastione di ponente con la ricostruzione della cortina di collegamento con l'altro bastione.
Se il Forte Monteratti fosse stato occupato dall'esercito nemico, il Forte Richelieu avrebbe rappresentato un forte baluardo per impedirgli la discesa nella città.
Per questo motivo il nuovo dominatore dopo la caduta dell'Impero Napoleonico, cioè il Regno di Sardegna, decise un nuovo ampliamento e perfezionamento del Forte tra il 1815 e il 1827.
Lavori che videro il posizionamento di tetti a falde sui bastioni d'ingresso, e la costruzione di una caserma a due piani all'interno del Forte, contemporaneamente alla demolizione dei fabbricati di fine Settecento, e sul portone d'ingresso fu affissa la targa in marmo con il nome del forte (targhe simili sono presenti anche al Forte Monteratti ed al Forte Santa Tecla), e lo stemma del Governo Sabaudo (distrutto da un atto vandalico nel 1987).
A metà Ottocento il forte fu armato con sette cannoni da 16 centimetri, un cannone "campale" da 8, cinque obici lunghi ed otto cannoncini, e poteva ospitare circa ottanta soldati.
Nel 1849 durante i fervori dei moti rivoluzionari, il forte era occupato da 16 militi della Guardia Nazionale che presidiarono da soli la fortezza;

### Storia recente

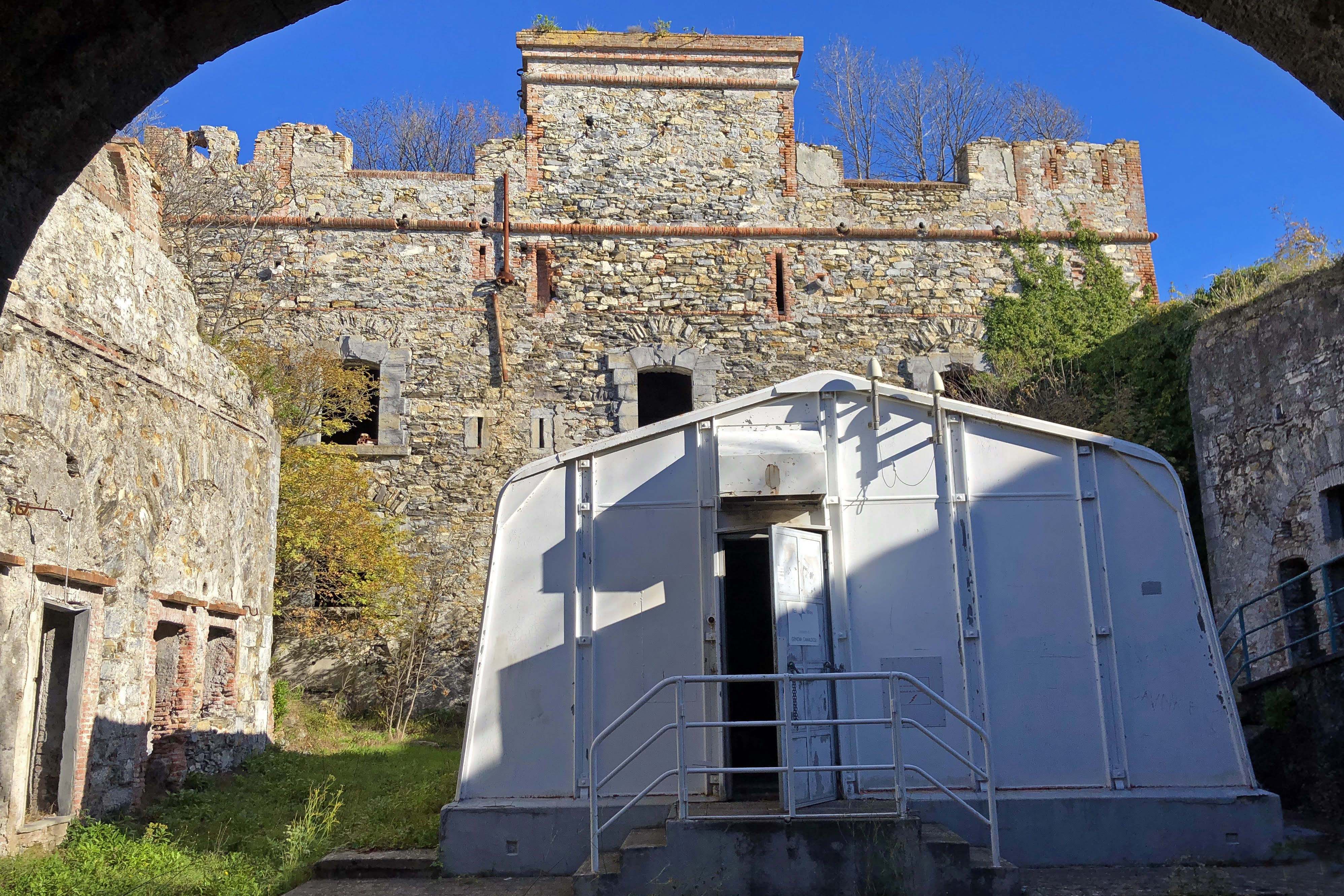
Cortile principale con la centralina del ripetitore RAI

Negli ultimi anni dell'Ottocento l'opera fu rinforzata con due batterie, denominate Batteria nord Richelieu e Batteria sud Richelieu.
La prima si trova sul crinale alle spalle del Forte, armata con cannoni da 14 GRC (Ret) rivolti in direzione Monte Fasce, originariamente con struttura in mattoni, poi modificate con cemento armato durante la seconda guerra mondiale.
Anche la batteria sud puntava verso il Monte Fasce, e fu anch'essa riadattata durante la guerra a postazione di contraerea con quattro cannoni, e vi fu realizzata una palazzina di comando ancora presente.
Oggi queste batterie sono molto deteriorate e lasciate al degrado ma ancora molto affascinanti, in attesa di una qualche opera di recupero del comune, che dovrebbe interessare il recupero del grande patrimonio fortificato della città, che oggi è quasi totalmente lasciato all'azione del tempo e dei vandali.
Nei primi del Novecento l'opera fu presidiata da un distaccamento di fanteria, e durante la Grande Guerra utilizzata, analogamente ai forti vicini, come carcere per i prigionieri di guerra austriaci.
Dal 1959 l'accesso è precluso al pubblico in quanto fu installato al suo interno un ripetitore RAI tutt'oggi ancora presente ed operativo.

## Struttura

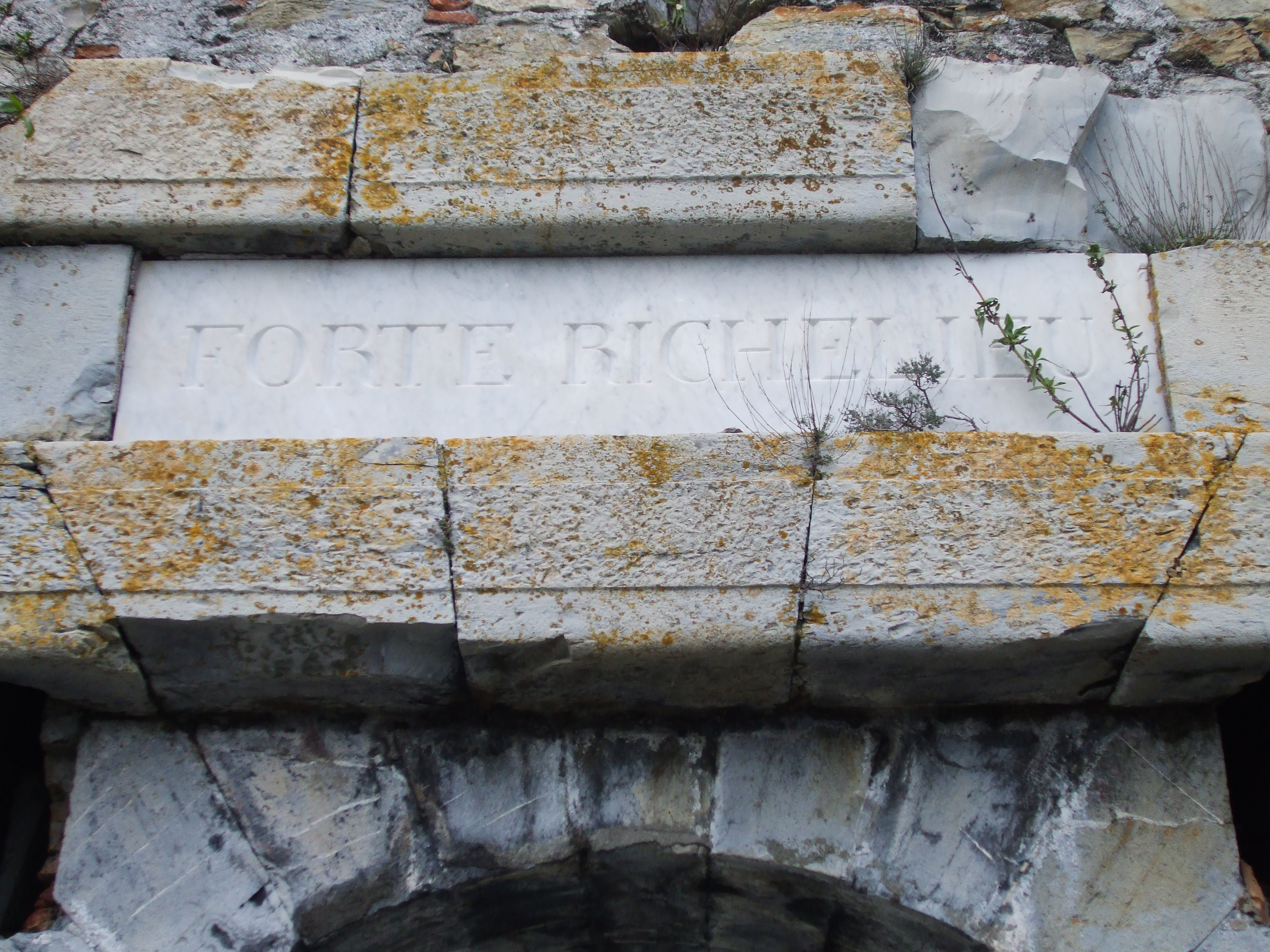
Targa d'ingresso al Forte Richelieu

L'ingresso inizialmente accessibile da un ponte levatoio, porta ad un cortile centrale, (oggi in parte occupato dal prefabbricato del ripetitore), in cui si affaccia la caserma a due piani.
Il primo piano adibito a magazzino e il secondo a camerate per i soldati.
Ai lati del cortile, tramite camminamenti coperti, ci si dirige all'interno dei due bastioni, anticamente adibiti a magazzini.
Sul lato che guarda al Forte Monteratti, è presente un terrapieno anticamente predisposto per una batteria che puntava proprio verso il Forte citato, raggiungibile da due scalinate che partono dal retro della caserma.

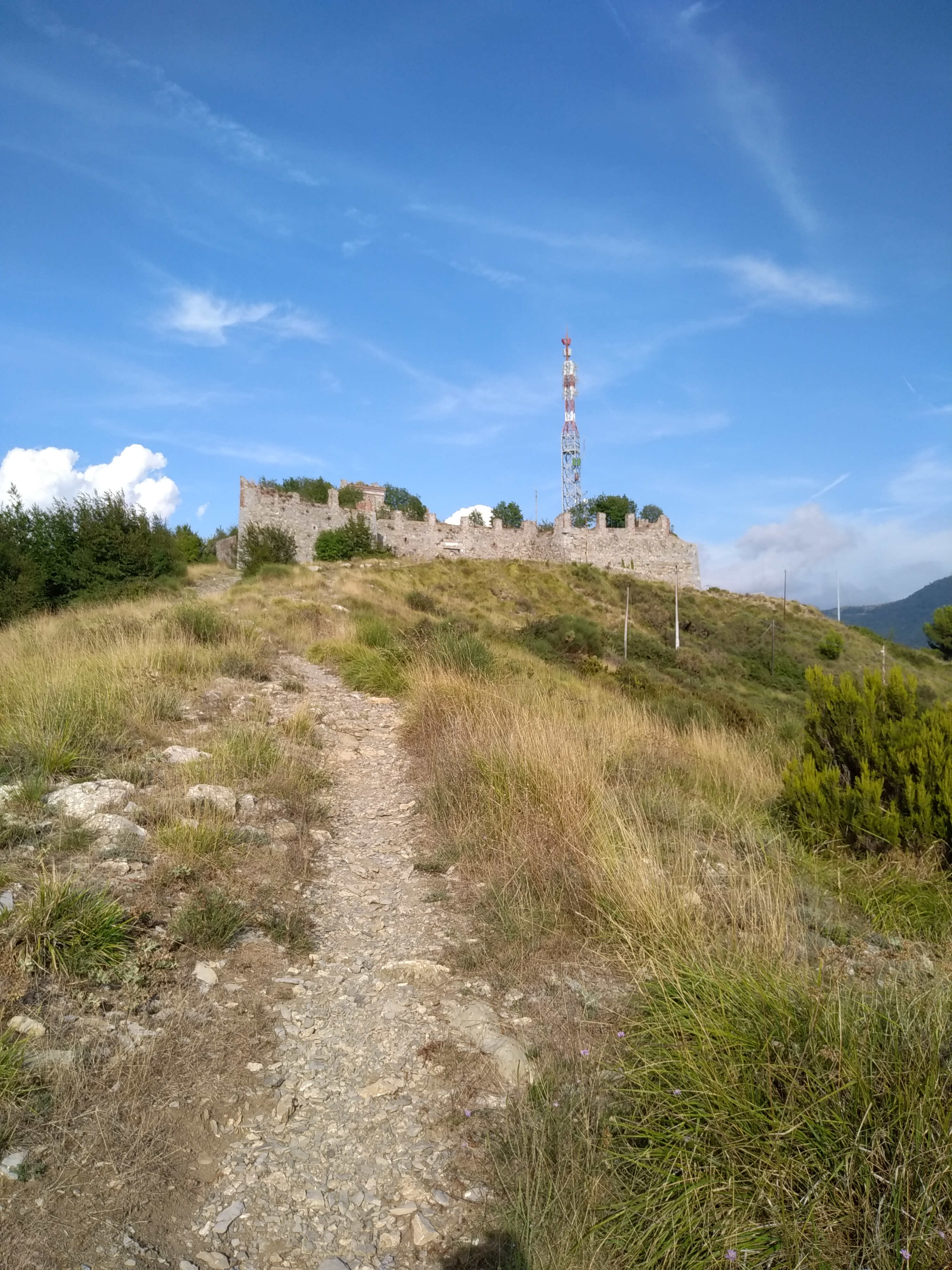
il forte Richelieu visto dal sentiero che sale da Camaldoli. Si noti il vistoso traliccio del ripetitore RAI, posto all'interno del perimetro del forte.

Oggi il Forte è abbastanza ben conservato, anche a causa della non libera accessibilità interna, che risente solo dell'azione del tempo e non di atti vandalici; l'esterno è ancora solido, e l'interno molto ben conservato, presenta ancora intonaci originali e scritte risalenti alle vicende che coinvolsero il Forte nella sua storia.

## Accesso
A piedi è raggiungibile dalla strada militare che discende dal Forte Monteratti, oppure da quella che costeggia la valle e che parte da via Leamara a Quezzi.
In alternativa, può essere raggiunto da un sentiero che parte da via Nicolò Copernico dal quartiere San Martino e sale lungo il crinale che collega il Forte al quartiere, percorribile anche in mountain bike.
Con l'automobile, o con il mezzo pubblico (linea 67 AMT, con partenza da Piazza Martinez), si raggiunge località Camaldoli, davanti all'Istituto Don Orione, dove si trova il capolinea dell'autobus 67. Da qui, si deve percorrere uno stradino delimitato da una sbarra in salita e quindi un sentiero sulla destra; tempo di percorrenza una quindicina di minuti.